# Lévothyroxine
La lévothyroxine, aussi connue sous le nom de L-thyroxine, T4 synthétique ou 3,5,3',5'-tetraiodo-L-thyronine, est une forme synthétique de la thyroxine (hormone thyroïdienne), également utilisée comme médicament.
En France, cette molécule entre dans la composition du Lévothyrox, L-thyroxin Henning, Thyrofix du laboratoire Unipharma, du L-Thyroxine Serb (forme liquide) et du Tcaps Genévrier ; en Suisse, des Euthyrox, Tirosint ou Eltroxine ; en Belgique, des Euthyrox et L-Thyroxine Christiaens ; et, au Canada, du Synthroid.
La lévothyroxine étant une hormone thyroïdienne de synthèse à marge thérapeutique étroite, l’équilibre thyroïdien du patient est sensible aux  variations de dose, même faibles.
Levothyroxine, dénomination commune internationale attribuée par l'OMS, est la dénomination pharmaceutique de l'hormone thyroïdienne naturelle que les biologistes appellent l-thyroxine, pour signifier que la molécule active est un acide aminé de forme L.
En France, il n'y a jamais eu de nom commercial pour ce médicament, initialement développé par les laboratoires Hoffmann-La Roche à Bâle, à une époque où les synthèses asymétriques étaient mal maîtrisées et la production de L-thyroxine nécessitait un certain savoir-faire.
La lévothyroxine fait partie de la liste des médicaments essentiels de l'Organisation mondiale de la santé (liste mise à jour en avril 2013).

## Indication

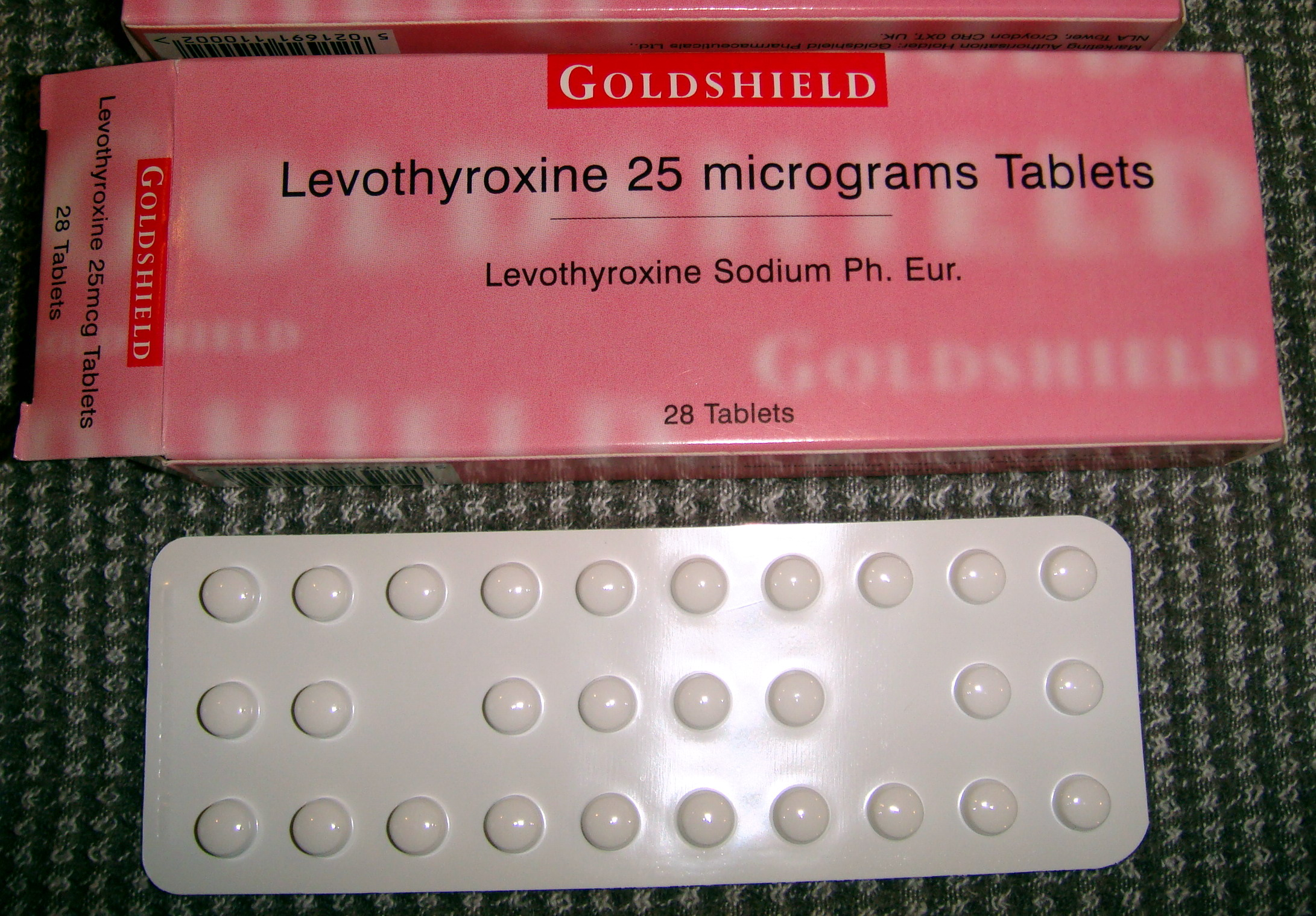
Comprimés à 25 microgrammes de lévothyroxine.

Les hormones thyroïdiennes sont prescrites dans les cas d'hypothyroïdie ou de thyroïdectomie (ablation chirurgicale de la glande thyroïdienne) et dans les circonstances où il devient nécessaire de freiner la sécrétion de TSH (hormone qui stimule la thyroïde), ou freiner l'hypersécrétion de thyroxine comme dans la thyroïdite de Basedow. Les hormones thyroïdiennes ont été parfois prescrites contre le gain de poids car la thyroxine contrôle le métabolisme, bien qu'elle ne soit pas un coupe-faim (anorexigène).
Elle semble abaisser la mortalité d'au moins 20% chez les personnes de moins de 65-70 ayant une hypothyroïdie subclinique,.
La prise avant le coucher permettrait un meilleur taux sanguin en hormones thyroïdiennes, sans que cela semble changer quoi que ce soit dans l'efficacité ressentie. Toutefois les médecins préconisent de prendre ce médicament le matin à jeun, ou à distance des repas, afin de favoriser son absorption.

## Efficacité
Au delà de trois ans de traitement, la surmortalité associée à l'hypothyroïdie est devenue nulle, sauf pour les hommes, les personnes de moins de 65 ans et celles ayant un risque cardiovasculaire élevé, d'après une étude de cohorte coréenne. Paradoxalement, la surmortalité pendant les trois premières années de traitement est plus élevée.

## Contre-indication
La lévothyroxine ne doit pas être utilisée dans les cas suivants :
- Hyperthyroïdie (ensemble des troubles provoqués par une activité exagérée de la glande thyroïde) en dehors des hyperthyroïdies traitées par les antithyroïdiens ;
- maladie cardiaque non stabilisée ;
- intolérance au lactose : le lactose, adjoint en excipient, est parfois remplacé par le mannitol comme dans le Lévothyrox générique fabriqué par Biogaran, puis dans la nouvelle formulation du Lévothyrox fabriqué par Merck Biopharma[8].

## Interactions médicamenteuses
Les médicaments qui contiennent des sels de fer, de magnésium ou de calcium ainsi que les résines échangeuse d'ions doivent être pris à distance de la lévothyroxine car l'absorption est diminué lors de prises concomitantes,. En effet ces sels peuvent se lier à l'iode de la lévothyroxine par liaison ionique et ainsi empêcher l'absorption du médicament et de ces sels.

## Effets secondaires
Ce sont essentiellement ceux d'une hyperthyroïdie ou d'une hypothyroïdie selon que le médicament est surdosé ou sousdosé :
- faiblesse
- amaigrissement
- constipation
- perte de cheveux
- crampes
- maux de tête
- vertiges
- Douleurs des muscles comme arthrite ou rhumatisme
- angine de poitrine
- infarctus du myocarde
- troubles du rythme cardiaque

L'utilisation de la lévothyroxine entraînerait un risque augmenté de fracture chez la personne âgée.
La lévothyroxine est un médicament à une marge thérapeutique étroite, c'est-à-dire que l'écart entre les concentrations efficaces et toxiques est faible,. Un dosage précis (analyse sanguine de la TSH) est donc nécessaire pour éviter les conséquences d'un sur-dosage ou sous-dosage : des effets sur la croissance et le développement, la fonction cardiovasculaire, le métabolisme osseux, la reproduction, la fonction cognitive, l'état émotionnel, la fonction gastro-intestinale et le métabolisme du glucose et des lipides.

## Controverses
En 2010, un changement de formulation du médicament (la lévothyroxine restant inchangée, seuls les excipients ayant été modifiés pour des raisons de pharmacocinétique) a provoqué une forte augmentation des signalements d'effets secondaires et une polémique largement relayée par la presse en Nouvelle-Zélande où on a soupçonné que le médicament était fabriqué en Inde et aurait contenu du glutamate de sodium.
En 2013, l’Association française des malades de la thyroïde écrit au ministre de la Santé pour dénoncer la pénurie de Levothyrox, seul produit disponible en quantité en France. L'Agence nationale de sécurité du médicament et des produits de santé (ANSM) a reconnu des difficultés d'approvisionnement, prévoyant de s'en procurer à l'étranger si nécessaire.
En décembre 2014, à la suite d'un changement de formulation de la L-Thyroxine en Belgique, commercialisée par Takeda à partir du 1er janvier 2015, l'Institut national d'assurance maladie-invalidité (INAMI) a été obligé de demander à tous les patients de refaire un dosage hormonal (thyréostimuline).
En 2017, une étude européenne a révélé que la lévothyroxine n'apporterait pas de bénéfices lorsqu'elle est prescrite aux personnes âgées atteintes d'hypothyroïdie infraclinique.
En mars 2017, en France, à la suite de la demande de l'Agence nationale de sécurité du médicament et des produits de santé (ANSM), le laboratoire Merck Biopharma a commencé à livrer une nouvelle formule du Levothyrox. La modification concerne les excipients afin d'améliorer la durée de la stabilité de son efficacité au cours de la journée et durant sa conservation. Le lactose monohydraté est remplacé par du mannitol et de l'acide citrique. À partir de l'été 2017, la presse française a relayé les propos de nombreux patients se plaignant des effets secondaires du médicament,. À la même époque, le « nouveau Levothyrox » fait l'objet d'une pétition demandant le retour à l'ancienne formule, signée par plus de 243 500 personnes (au 10 septembre 2017). L'ANSM a mis en place un Numéro Vert et une foire aux questions. 62 plaintes ont été déposées en France fin septembre 2017 et plus de 300 plaintes ont été enregistrées en novembre 2017. Une partie de la communauté médicale évoque un possible effet nocebo du fait des suspicions d'effets secondaires.
L’ancienne formule du Levothyrox est de nouveau mise à disposition dans les pharmacies en octobre 2017, sous le nom d’Euthyrox. Au même moment, le laboratoire Sanofi met le L-Thyroxin Henning sur le marché.
En décembre 2018, l'ANSM établit que la nouvelle formule du Lévothyrox n'a pas provoqué d’augmentation des problèmes de santé graves. Une étude est publiée en avril 2019 dans la revue Clinical Pharmacokinetics (en) se basant sur la réanalyse des mêmes données fournies par le laboratoire Merck Biopharma à l’Agence nationale de sécurité du médicament. Le constat est que « les deux formulations du médicament commercialisé par Merck ne sont pas substituables pour chaque individu : près de 60 % des patients pourraient ne pas réagir de la même manière aux deux versions du médicament. [...] Les chercheurs forment l’hypothèse que le changement d’excipient, dans la nouvelle formule du Lévothyrox, puisse expliquer la situation. Le lactose de l’ancienne formule a en effet été remplacé par du mannitol et de l’acide citrique. » Merck réagit en indiquant que cette étude est basée sur l’analyse de la variabilité individuelle et non un test de bioéquivalence moyenne qui est la méthode conforme à la réglementation en vigueur. De plus, le médicament a été testé par bioéquivalence sur une population saine et n'ayant pas de pathologies cibles de l'indication.
Le 5 mars 2019, les plaignants sont déboutés, mais la cour d’appel de Lyon reconnait en juin 2020 que le laboratoire avait commis « une faute » au moment du changement de formule de son traitement et condamne Merck à verser 1 000 € à chacun des 3 300 plaignants. La Cour de cassation  rejette en mars 2022 le pourvoi du groupe. À la suite de l'enquête pénale ouverte en 2018, la filiale française du laboratoire Merck est mise en examen en 2022 pour « tromperie aggravée ».
Une action collective est lancée en septembre 2021, devant le tribunal de Montreuil, contre l'ANSM. Elle est menée par l'avocat Christophe Lèguevaques, déjà à l'origine d'une autre action collective contre Merck.

### Les associations de malades de la Thyroïde
- UPGCS (Union pour la Prévention et la Gestion des Crises Sanitaires) dont le Levothyrox nouvelle formule